# Loch Kinord
Loch Kinord, schottisch-gälisch Loch Cannor, ist ein Süßwassersee im Süden der schottischen Council Area Aberdeenshire. Er liegt in den Cairngorms in der Region Royal Deeside rund einen Kilometer nordwestlich von Dinnet und acht Kilometer nordöstlich von Ballater. Loch Kinord liegt im Naturschutzgebiet Muir of Dinnet, das Teil der gleichnamigen Site of Special Scientific Interest ist.
Der Loch Kinord ist nicht zu verwechseln mit dem Loch of Kinnordy nahe Kirriemuir in Angus.

## Beschreibung
Der See liegt auf einer Höhe von 167 Metern über dem Meeresspiegel. Der Loch Kinord weist eine maximale Länge von 1,5 Kilometern bei einer maximalen Breite von 0,98 Kilometern auf, woraus sich eine Fläche von 77 Hektar und ein Umfang von sieben Kilometern ergeben. Der See besitzt ein Volumen von 1.152.954 Kilolitern. Sein Einzugsgebiet umfasst 819 Hektar und erstreckt sich im Wesentlichen süd- und nordwestlich des Sees zum 606 Meter hohen Culblean Hill hin. Es besteht zu über 50 % aus Heide und zu weiteren 27 % aus Waldland. Beim Loch Kinord handelt es sich um einen Toteissee, was sich auch in seiner geringen durchschnittlichen Tiefe von 1,5 Metern bei einer maximalen Tiefe von 3,7 Metern widerspiegelt. Einziger nennenswerter Zufluss ist der am Westufer einmündende Vat Burn. Vom Südostufer fließt ein kleiner Bach ab, der über den aus dem rund 700 Meter nördlich liegenden Loch Davan abfließenden Dinnet Burn in den Dee entwässert.

## Geschichte
Archäologische Begutachtungen der Seeufer deuten auf eine lange Besiedlungsgeschichte hin. Ein Landzunge am Südufer war Standort einer Motte, die möglicherweise auf das 6. Jahrhundert datiert. Die Landzunge, die durch einen Graben mit Zugbrücke isoliert worden war und zusätzlich durch Erdwälle bewehrt war, beheimatete jedoch möglicherweise seit der Steinzeit eine Befestigung. Nahe dem Südufer befindet sich der prähistorische Souterrain von Kinord. Auf einem Castle Island genannten Crannóg nahe dem Nordufer befand sich einst die Festung Kinord Castle, die erstmals 1335 als Zufluchtsort Strathbogies nach der Schlacht von Culblean erwähnt ist. In der Umgebung wurden verschiedene mittelalterliche Artefakte gefunden. Am Nordufer, nahe von Castle Island, wurde die Kreuzplatte von Loch Kinord geborgen und nach Aboyne Castle verbracht. Die 1959 etwa an ihren ursprünglichen Standort versetzte Platte steht vermutlich in Verbindung mit einer Kapelle aus dem 9. Jahrhundert, die jedoch noch nicht lokalisiert werden konnte.
Entlang der Nord- und Ostufer befanden sich die landwirtschaftlichen Siedlungen Old Kinord, New Kinord und Little Kinord, die heute noch als einzelne Gehöfte vorliegen. Am Südufer befand sich vermutlich der Friedhof der Herren von Kinord Castle. Überreste einer mittelalterlichen Kapelle fehlen jedoch. Möglicherweise wurden sie im späten 19. Jahrhundert durch die Privatkapelle Meikle Kinord Chaple überbaut. Die Kapelle wurde möglicherweise nach einem Entwurf Alexander Marshall Mackenzies errichtet, der für den Entwurf des in den 1890er Jahren erbauten Herrenhauses Dinnet House, das 1,3 Kilometer südlich zwischen der A93 und dem Dee gelegen ist, verantwortlich zeichnet. Im frühen 19. Jahrhundert wurde das Seeniveau gesenkt. Gegen Ende des Jahrhunderts wurde Loch Kinord als Wasserspeicher zur Stromerzeugung für Dinnet House umgestaltet.

## Etymologie
Um 1426 ist Loch Kinord als Canmore belegt; in den folgenden Jahrzehnten als Lochcanmore, Lochcanmour oder Lochtcanmor. In der Folgezeit wurde ein stummes d eingefügt, woraus die Formen Chandmoir(is), Chandord, Candores, Kendoirs, Kander, Kandrie, Keander(s) und Kendord resultierten. 1696 ist außerdem Kainord und 1753 Kean-ord belegt. Eine mögliche Herleitung aus dem Gälischen ist Ceann mor („Großer Kopf“).